# Sybra illaesa
Sybra illaesa är en skalbaggsart som först beskrevs av Francis Polkinghorne Pascoe 1867.  Sybra illaesa ingår i släktet Sybra och familjen långhorningar. Inga underarter finns listade i Catalogue of Life.